# Isla Hassel
La Isla Hassel (en inglés: Hassel Island) es una isla en el Territorio no incorporado de las Islas Vírgenes de los Estados Unidos en el norte de las Antillas Menores. Se encuentra en el puerto de Charlotte Amalie, justo al sur de Santo Tomás y al este de la isla Water .
Posee unos 550.000 m² (0,55 km²) y fue una vez una península de Saint Thomas, conocida como Orkanhullet (Agujero Huracán). Hassel fue separada artificialmente por el Gobierno danés en 1860, y llamada así paor la familia Hassel que era dueña de gran parte de la finca.
Careening Cove, una bahía en la isla Hassel, aparece en los mapas ya en 1687.
Los daneses utilizaron la ubicación estratégica de la isla Hassel para defender el puerto de Charlotte Amalie en los siglos 18 y 19.
La isla Hassel fue ocupada por los británicos durante las Guerras Napoleónicas. Las ruinas de varios edificios británicos permanecen en Hassel, incluyendo el Fuerte Willoughby.